# Merishausen
Merishausen (toponimo tedesco) è un comune svizzero di 865 abitanti del Canton Sciaffusa.